# ニヌルタ・トゥクルティ・アッシュル
ニヌルタ・トゥクルティ・アッシュル（Ninurta tukulti Ashur、在位:紀元前1133年）は中アッシリア王国時代のアッシリアの王。
アッシュル・ダン1世の息子として生まれた。父王の死後、バビロニア（バビロン第4王朝:イシン第2王朝）の王イティ・マルドゥク・バラトゥの支持を受けて王位を得たが、兄弟のムタッキル・ヌスクによってただちに王位を奪われ殺害された。彼とムタッキル・ヌスクの争いの結果、アッシリアはバビロニアの影響下に置かれることとなった。